# فيليبي ألفيس دي ليما
فيليبي ألفيس دي ليما (بالبرتغالية: Felipe Alves de Lima‏) المعروف باسم فيليبي ألفيس (مواليد 6 مايو 1990 في مارتينز، البرازيل) هو لاعب كرة قدم برازيلي يجيد اللعب في مركز المهاجم وبدرجة أقل الجناح الأيمن. يلعب حاليا لصالح ريترو البرازيل الذي ينافس في الدوري البرازيلي الدرجة الرابعة منذ 2021.